# Сорж-е-Ліге-ан-Перигор
Сорж-е-Ліге-ан-Перигор (фр. Sorges et Ligueux en Périgord) — муніципалітет у Франції, у регіоні Нова Аквітанія, департамент Дордонь. Сорж-е-Ліге-ан-Перигор утворено 1 січня 2016 року шляхом злиття муніципалітетів Ліге i Сорж. Адміністративним центром муніципалітету є Сорж. Населення — 1612 осіб (01.01.2021).